# Cobicistat
Cobicistat ist ein Arzneistoff, der in Kombination mit HIV-Medikamenten verabreicht wird, um deren Wirkung zu verstärken. Dadurch, dass es die 3A-Enzyme der Cytochrom-P450-Superfamilie (CYP3A) hemmt, bewirkt Cobicistat bei bestimmten virushemmenden Wirkstoffen einen verlangsamten Abbau und dadurch deren verlängerte Wirksamkeit im Körper.

## Chemische Eigenschaften
Cobicistat besitzt drei chirale Zentren; die Synthese ist stereospezifisch, so dass das reine Isomer entsteht. Cobicistat weist drei pKa-Werte auf: 1,8 (Thiazolgruppe), 2,5 (Alkylthiazolgruppe) und 6,4 (Morpholingruppe). Die Substanz ist ein weißes bis blassgelbes, stark hygroskopisches Pulver, löslich in 0,1N Salzsäure (pH 1.9), wenig löslich bei pH 4.5, praktisch unlöslich in Wasser sowie bei pH 6,8 bis 8,2, leicht löslich in Methanol. Cobicistat ist ein amorpher Feststoff mit einer Glasübergangstemperatur von 35 °C. Wegen der niedrigen Glasübergangstemperatur unterliegt Cobicistat unter Umgebungsbedingungen einem durch Feuchtigkeit und Temperatur induzierten Phasenübergang von einem Schaum in ein gummiartiges Material.

## Pharmakologische Wirkung
Cobicistat hemmt selektiv die Enzyme der CYP3A-Unterfamilie der Cytochrome P450, einschließlich des bedeutsamen CYP3A4-Isoenzyms. Die Hemmung des CYP3A-vermittelten Metabolismus durch Cobicistat steigert die systemische Exposition („Booster“-Effekt) von CYP3A-Substraten, die durch die CYP3A-abhängige Metabolisierung eine begrenzte orale Bioverfügbarkeit und kurze Halbwertszeit aufweisen, wie beispielsweise Atazanavir, Darunavir und Elvitegravir.
Cobicistat verstärkt ferner die intestinale Resorption von HIV-Proteaseinhibitoren durch Transportproteine.
Cobicistat selbst zeigt in vitro keine antivirale Aktivität gegenüber HIV-1, Hepatitis-B-Virus (HBV) oder Hepatitis-C-Virus (HCV).

## Anwendungsgebiete
Cobicistat wird als pharmakokinetischer Verstärker („Booster“) von zur HIV-Behandlung verwendeten antiretroviralen Wirkstoffen (z. B. Atazanavir, Darunavir, oder Elvitegravir, einzeln oder in fixer Kombination, siehe Abschnitt „Fertigarzneimittel“), im Rahmen einer antiretroviralen Kombinationstherapie bei Erwachsenen angewendet, die mit dem humanen Immundefizienzvirus 1 (HIV-1) infiziert sind.

## Nebenwirkungen und Anwendungsbeschränkungen
Arzneistoffe, die überwiegend durch CYP3A metabolisiert werden und einem ausgeprägten First-Pass-Effekt unterliegen, lassen einen besonders hohen Anstieg der Exposition bei gleichzeitiger Anwendung von Cobicistat erwarten. Die gleichzeitige Anwendung von Cobicistat mit Wirkstoffen, deren Clearance stark von CYP3A abhängt und bei denen erhöhte Plasmaspiegel mit schwerwiegenden und/oder lebensbedrohlichen Nebenwirkungen einhergehen, ist daher kontraindiziert.
Starke Induktoren von CYP3A können die Plasmakonzentration von Cobicistat und somit auch die des geboosterten Virustatikums erniedrigen, was die therapeutische Wirksamkeit herabsetzen kann.

## Fertigarzneimittel
Monopräparate: Tybost (EU, CH, USA) – nur zusammen mit Atazanavir oder Darunavir
Kombinationspräparate:
- Cobicistat / Atazanavir: Evotaz (EU, CH, USA)
- Cobicistat / Darunavir: Rezolsta (EU, CH), Prezcobix (USA, CDN)
- Cobicistat / Elvitegravir / Emtricitabine / Tenofoviralafenamid: Genvoya (EU, CH)
- Cobicistat / Elvitegravir / Emtricitabin / Tenofovirdisoproxil: Stribild (EU, CH)
- Cobicistat / Darunavir / Emtricitabin / Tenofoviralafenamid: Symtuza (EU)

## Frühe Nutzenbewertungen nach § 35a SGB V
Das IQWiG hat die Kombination von Cobicistat mit Darunavir, Emtricitabin und Tenofoviralafenamid (Handelsname Symtuza) für vier Indikationen bewertet: therapienaive Jugendliche, vorbehandelte Jugendliche, therapienaive Erwachsene und vorbehandelte Erwachsene, die mit HIV-1 infiziert sind. Bei der letztgenannten Gruppe unterschied es weiter in Personen mit und ohne Umstellungsindikation. Bei keiner dieser Gruppen ist demnach ein Zusatznutzen gegenüber der jeweiligen zweckmäßigen Vergleichstherapie belegt; bei vorbehandelten Erwachsenen ohne Umstellungsindikation gab es sogar einen Anhaltspunkt für einen höheren Schaden bezüglich Erkrankungen des Nervensystems und somit für einen gegenüber der Vergleichstherapie geringeren Nutzen. Der Gemeinsame Bundesausschuss (G-BA) differenzierte in seinem Beschluss vom März 2018 nicht nach der Umstellungsindikation und befand für alle vier Indikationen, ein Zusatznutzen sei nicht belegt.
Bereits 2013 hat das IQWiG die Kombination von Cobicistat mit Elvitegravir, Emtricitabin und Tenofoviraldisoproxil (Handelsname Stribild) zur Behandlung Erwachsener mit HIV-1 bewertet. Für therapienaive Erwachsene sah das Institut einen Hinweis auf einen geringen Zusatznutzen gegenüber der zweckmäßigen Vergleichstherapie, für Vorbehandelte aber keinen Anhaltspunkt für einen Zusatznutzen. Dem G-BA-Beschluss zufolge ist dagegen ein Zusatznutzen für keine der beiden Indikationen belegt.
In einer weiteren frühen Nutzenbewertung hat das IQWiG Stribild in einem neuen Anwendungsgebiet untersucht: der Behandlung von Jugendlichen, bei deren Viren keine Mutationen bekannt sind, die mit einer Resistenz gegen einen der antiretroviralen Wirkstoffe einhergehen, und bei denen ein Behandlungsregime ohne Tenofoviraldisoproxil wegen Toxizitäten nicht infrage kommt. Mangels relevanter Studiendaten ist ein Zusatznutzen gegenüber der zweckmäßigen Vergleichstherapie demnach nicht belegt. Der G-BA schloss sich dieser Bewertung an.
Die Kombination von Cobicistat mit Elvitegravir, Emtricitabin und Tenofoviralafenamid (Handelsname Genvoya) hat ebenfalls zwei frühe Nutzenbewertungen durchlaufen. In der ersten Dossierbewertung wurden nach dem Vorbehandlungsstatus, dem Alter und Geschlecht der Betroffenen und dem Vorliegen einer Umstellungsindikation mehrere Patientengruppen unterschieden. Dem IQWiG zufolge gibt es für therapienaive Erwachsene einen Anhaltspunkt für einen gegenüber der zweckmäßigen Vergleichstherapie geringeren Nutzen. Für antiviral vorbehandelte erwachsene Frauen ohne Umstellungsindikation gibt es einen Anhaltspunkt für einen geringen Zusatznutzen, für vorbehandelte Männer ohne Umstellungsindikation und für Erwachsene mit Umstellungsindikation ist dagegen ein Zusatznutzen nicht belegt. Für therapienaive oder vorbehandelte Jugendliche ist ein Zusatznutzen mangels geeigneter Daten ebenfalls nicht belegt. Der G-BA unterschied nur vier Gruppen (therapienaive bzw. antiviral vorbehandelte Jugendliche bzw. Erwachsene); ihm zufolge ist einen Zusatznutzen für keine der vier Gruppen belegt.
In der zweiten Dossierbewertung ging es um die Behandlung von HIV-1-infizierten Kindern und Jugendlichen mit Genvoya. Dem IQWiG zufolge ist ein Zusatznutzen gegenüber der zweckmäßigen Vergleichstherapie mangels relevanter Studiendaten nicht belegt. Dies gilt sowohl für therapienaive als auch für antiviral vorbehandelte Kinder und Jugendliche. Der G-BA kam zu demselben Ergebnis.